# Bach-Rad-Erlebnis-Route
Die Bach-Rad-Erlebnis-Route ist ein Radwanderweg in Thüringen.
Der Radweg verbindet und erschließt wichtige Lebensstationen des Musikers Johann Sebastian Bach und seiner Familie in den Landkreisen Gotha und Ilm-Kreis.
Die Route vernetzt zugleich die Fernwanderwege Gera-Radweg und Radfernweg Thüringer Städtekette.

## Markierung
Das Logo  zeigt auf blauem Quadrat den Kopf von Johann Sebastian Bach in Verbindung mit einem Radfahrer-Symbol und dem Schriftzug  „Bach Rad Erlebnis Route“.

## Verlauf
Die Route verläuft im südlichen Teil des Thüringer Becken und ist als ein 54 Kilometer langer Rundkurs konzipiert, dieser kann noch mit einem Abstecher von Arnstadt nach Dornheim auf insgesamt 60 Kilometer verlängert werden.
Die Rundtour startet und endet am Arnstädter Markt, wo man auf das Denkmal des jungen Bach vor dem ochsenblutroten Rathaus mit goldener Sonnenuhr trifft.
Die folgenden Etappenorte sind: Espenfeld, Gossel, Crawinkel, Luisenthal, Ohrdruf, Schwabhausen, Günthersleben, Wechmar, Mühlberg, Haarhausen, Holzhausen und zurück nach Arnstadt oder noch der Abstecher nach  Dornheim.

## Sehenswürdigkeiten mit Bezug zu Bach

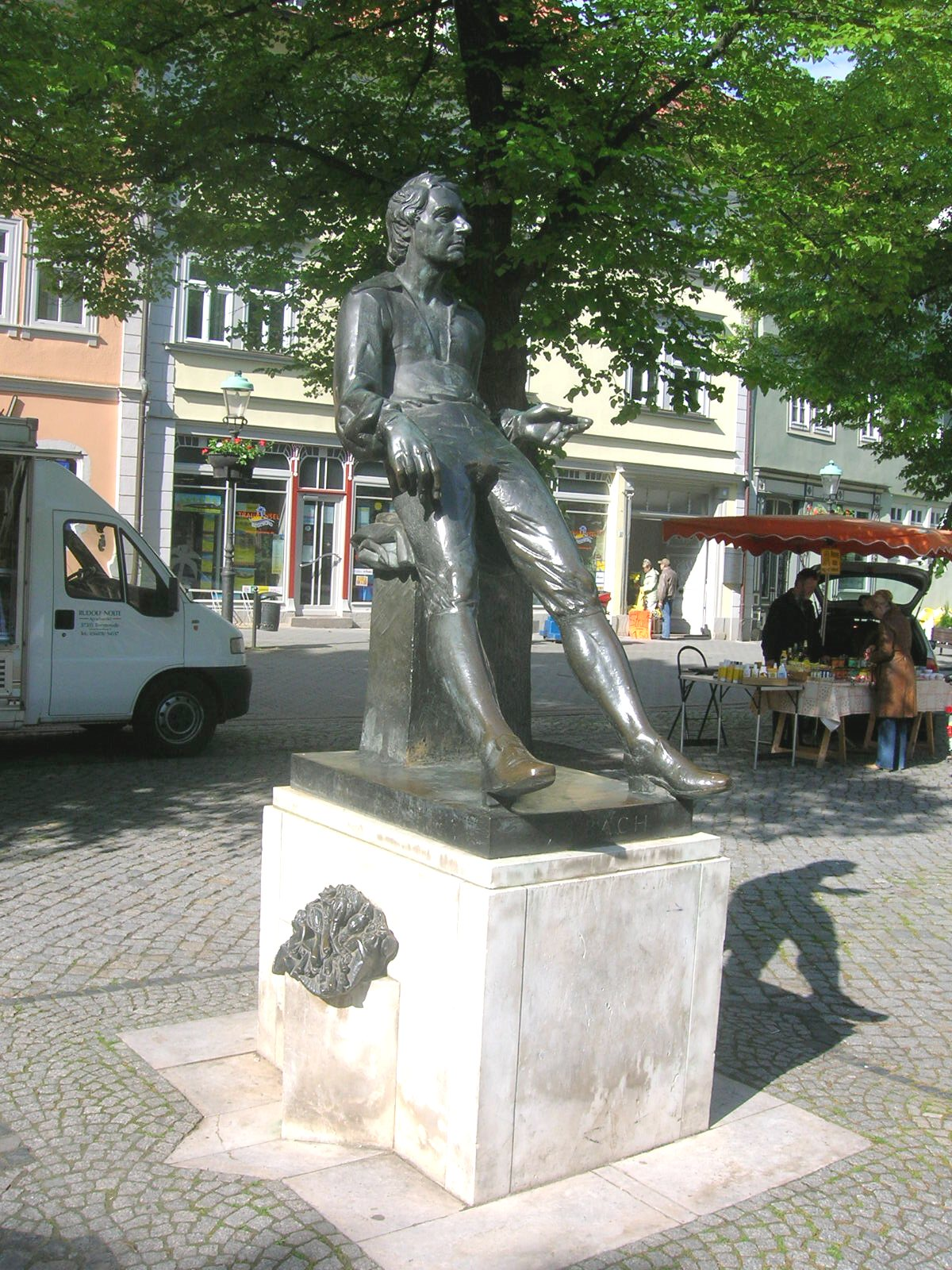
Arnstadt, Bachdenkmal
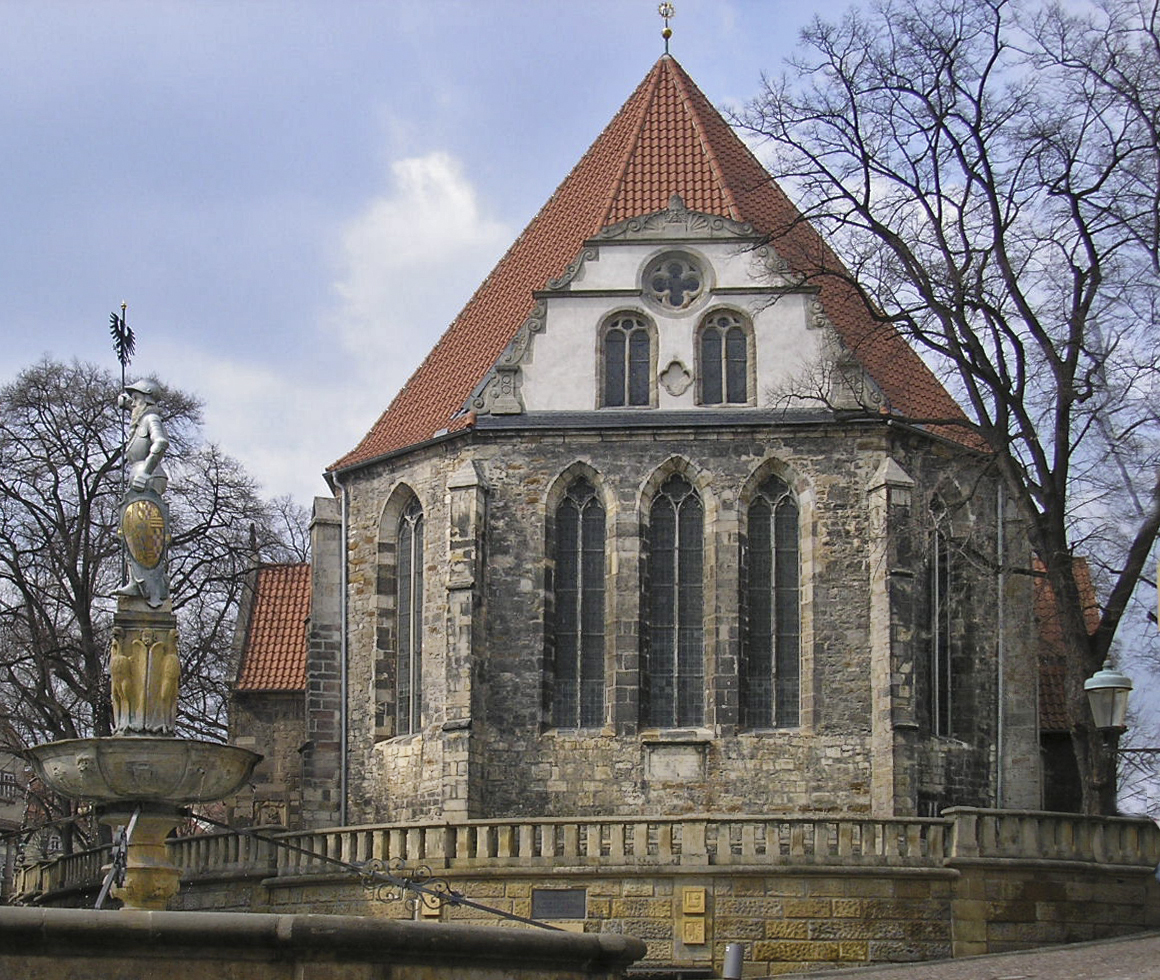
Arnstadt, Bachkirche
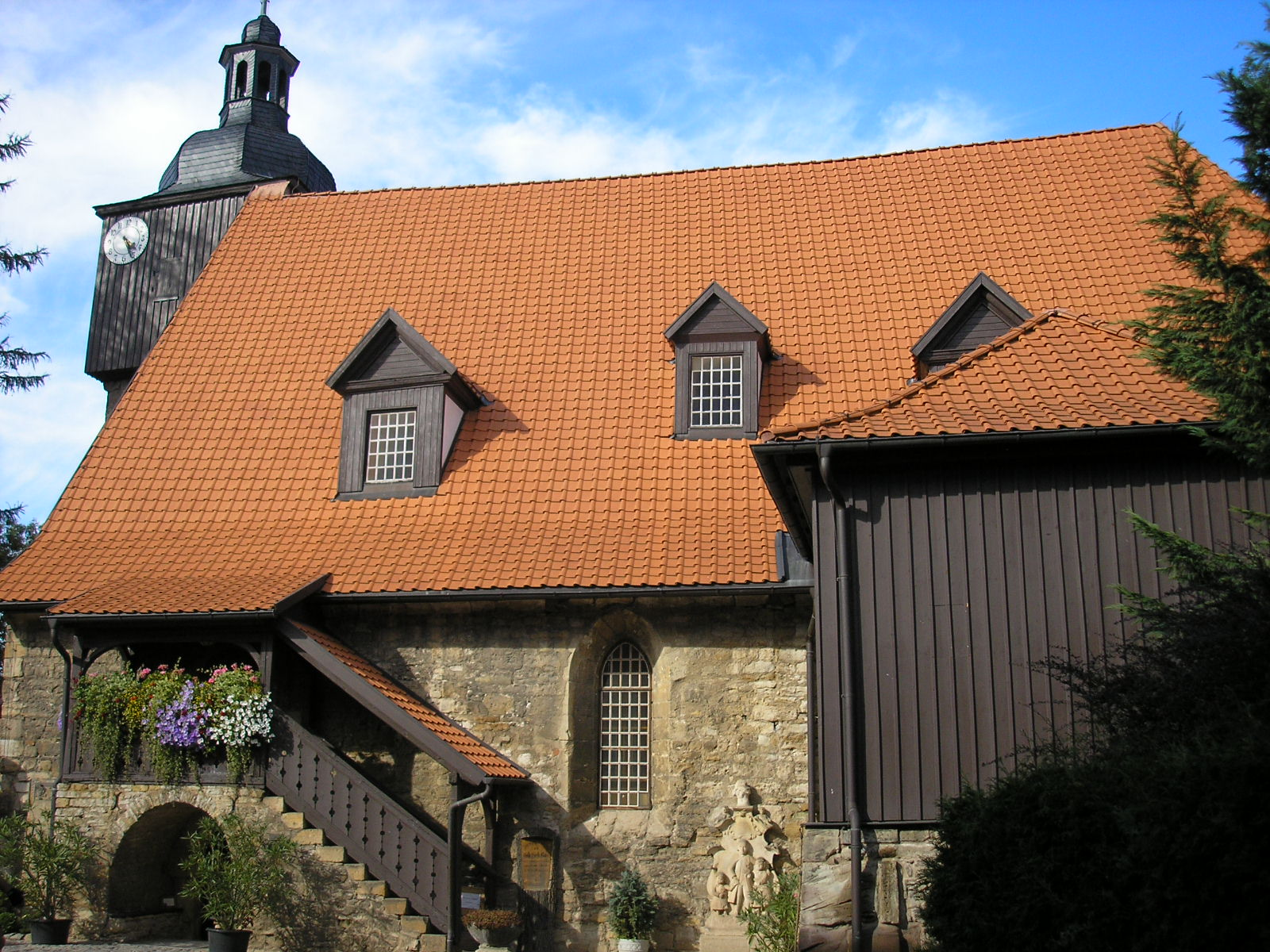
Dornheim bei Arnstadt, Kirche
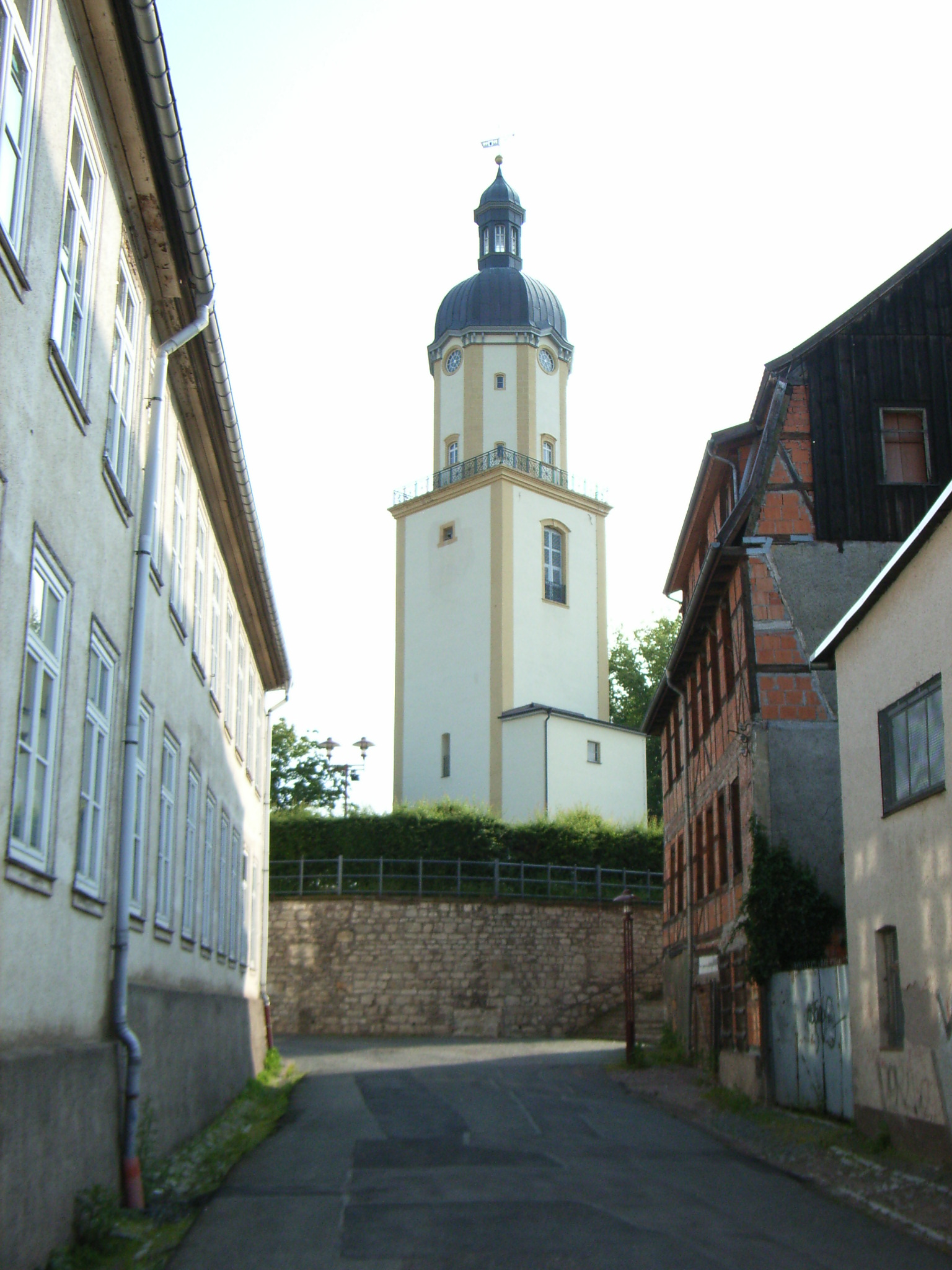
Ohrdruf, Michaeliskirche
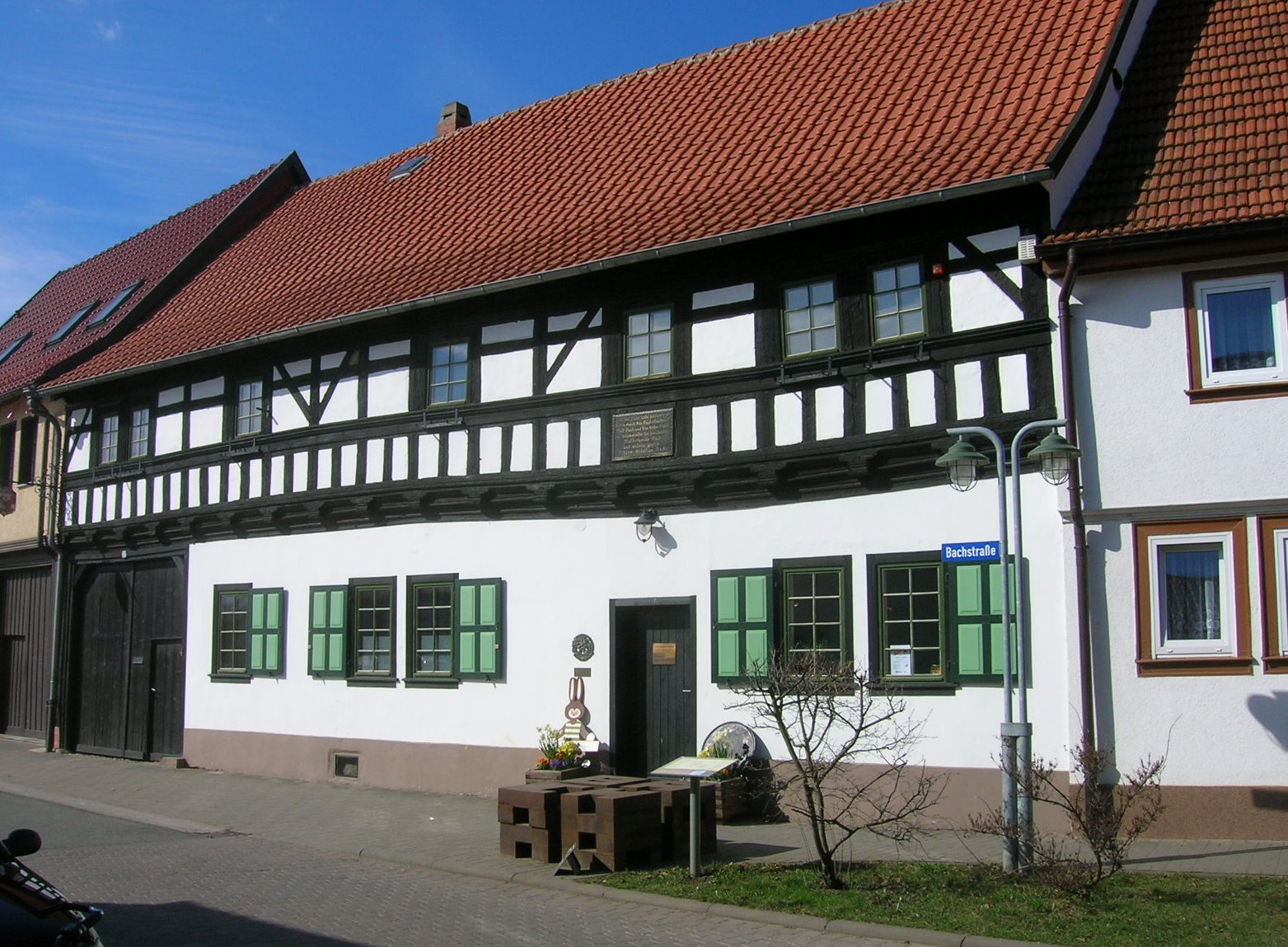
Wechmar, Stammhaus der Familie
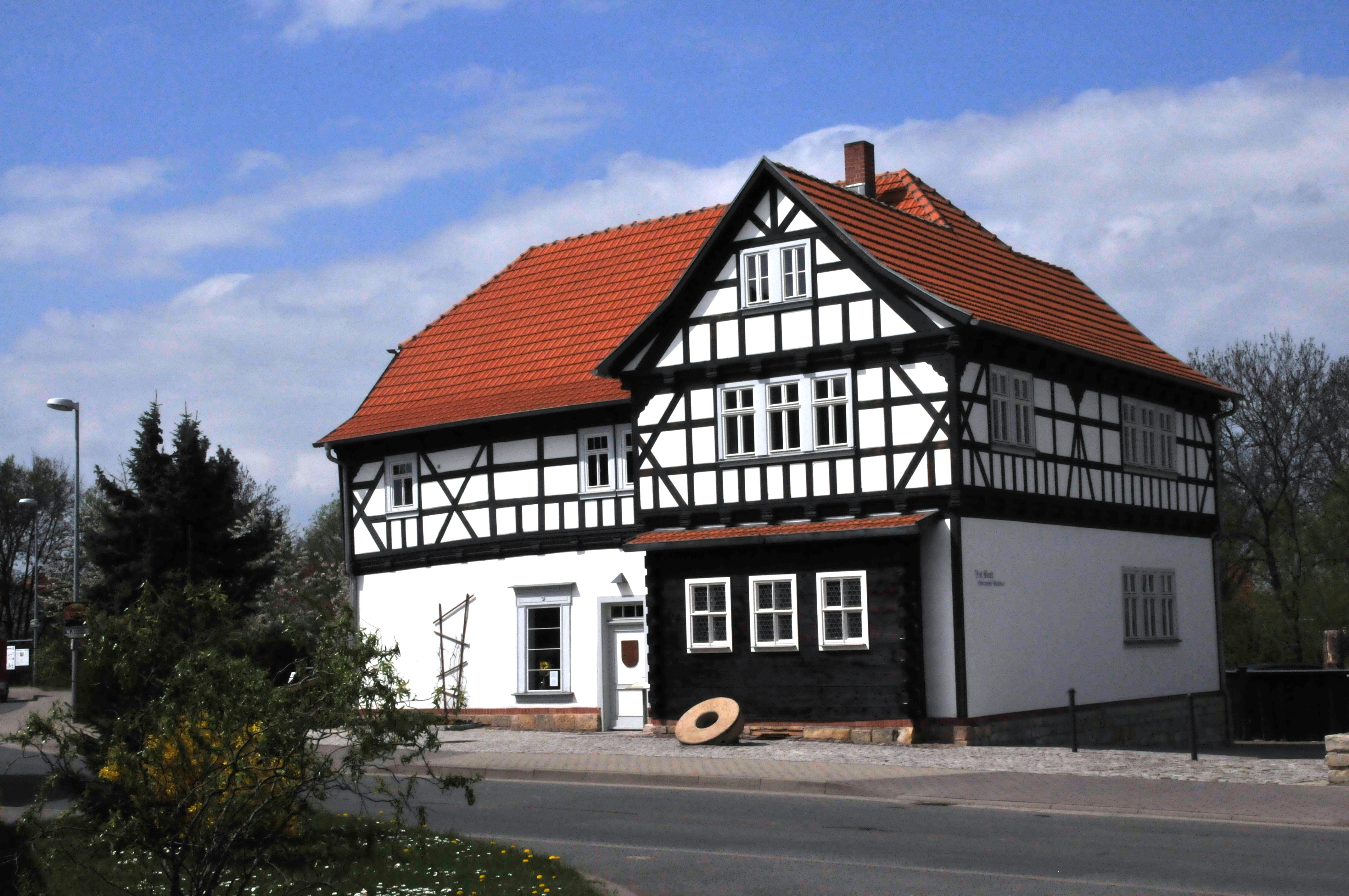
Wechmar, Veit-Bach-Mühle